# Nitocrellopsis halsei
Nitocrellopsis halsei is een eenoogkreeftjessoort uit de familie van de Ameiridae. De wetenschappelijke naam van de soort is voor het eerst geldig gepubliceerd in 2010 door Karanovic.